# Hymn Botswany
Fatshe leno la rona („Błogosławiony niech będzie ten szlachetny kraj”) – hymn państwowy Botswany. Został przyjęty w 1966 roku. Muzykę i słowa napisał Kgalemang Tumedisco Motsete.

## Oficjalne słowa w języku tswana
Fatshe leno la rona,
Ke mpho ya Modimo,
Ke boswa jwa borraetsho;
A le nne ka kagiso.
Tsogang, tsogang! banna, tsogang!
Emang, basadi, emang, tlhagafalang!
Re kopaneleng go direla
Lefatshe la rona.
Ina lentle la tumo
La chaba ya Botswana,
Ka kutlwano le kagisano,
E bopagantswe mmogo.
Tsogang, tsogang! banna, tsogang!
Emang, basadi, emang, tlhagafalang!
Re kopaneleng go direla
Lefatshe la rona.